# Cédric Charlier
Cédric Charlier (Anderlecht, 27 november 1987) is een hockeyspeler uit België.

## Levensloop
Charlier is actief bij van Racing Brussel. 
Hij nam driemaal deel aan de Olympische Zomerspelen met het Belgisch hockeyteam. In 2008 werd België 9de. Op de Olympische Zomerspelen 2012 in Londen werd de ploeg vijfde. In 2013 werd hij vice-Europees kampioen met België. In Rio de Janeiro haalden de Red Lions zelfs zilver tijdens het hockey op de Olympische Zomerspelen 2016.
Daarnaast was hij actief bij het Belgisch zaalhockeyteam. Met de Indoor Red Lions nam hij onder meer deel aan het wereldkampioenschap van 2018.